# Élections sénatoriales de 1989 dans l'Ardèche
Les élections sénatoriales dans l'Ardèche ont lieu le dimanche 24 septembre 1989. 
Elles ont pour but d'élire les sénateurs représentant le département au Sénat pour un mandat de neuf ans.

## Contexte départemental
Lors des élections sénatoriales du 28 septembre 1980 dans l'Ardèche, un sénateur UDF et un sénateur RPR sont élus, Henri Torre et Bernard Hugo.
Depuis, tous les effectifs du collège électoral des grands électeurs sont renouvelés, avec les élections législatives de 1988 dans l'Ardèche, les élections régionales françaises de 1986, les élections cantonales de 1985 et 1988 et les élections municipales françaises de 1989.

## Rappel des résultats de 1980
| Candidat et parti politique | Candidat et parti politique | Candidat et parti politique | Premier tour | Premier tour |
| Candidat et parti politique | Candidat et parti politique | Candidat et parti politique | Voix         | %            |
| --------------------------- | --------------------------- | --------------------------- | ------------ | ------------ |
|                             | Henri Torre                 | UDF                         | '            | '            |
|                             | Bernard Hugo                | RPR                         | '            | '            |
|                             |                             |                             |              |              |
| Inscrits                    | Inscrits                    | Inscrits                    |              | 100,00       |
| Abstentions                 |                             |                             |              |              |
| Votants                     |                             |                             |              |              |
| Blancs et nuls              |                             |                             |              |              |
| Exprimés                    |                             |                             |              |              |

## Sénateurs sortants
| Sénateur | Sénateur     | Parti | Fonctions lors de l'élection en 1980                     |
| -------- | ------------ | ----- | -------------------------------------------------------- |
|          | Henri Torre  | UDF   | Député, président du Conseil général, conseiller général |
|          | Bernard Hugo | RPR   | Maire d'Aubenas                                          |

## Candidats
Dans l'Ardèche, les sénateurs sont élus au scrutin majoritaire à deux tours. 
| Candidats | Candidats     | Parti | Principale fonction                                                             |
| --------- | ------------- | ----- | ------------------------------------------------------------------------------- |
|           | Serge Plana   | PCF   | Conseiller régional, conseiller municipal                                       |
|           | Alain Risson  | PCF   | Maire de Gluiras                                                                |
|           | Michel Teston | PS    | Conseiller général                                                              |
|           | Henri Bouvier | PS    |                                                                                 |
|           | Henri Torre   | UDF   | Sénateur sortant, président du Conseil général de l'Ardèche, conseiller général |
|           | Amédée Imbert | UDF   | Conseiller général, conseiller régional, maire de Privas                        |
|           | Bernard Hugo  | RPR   | Sénateur sortant, conseiller général, maire d'Aubenas                           |

## Résultats
Les nouveaux représentants sont élus pour une législature de 9 ans au suffrage universel indirect par les 929 grands électeurs du département.
| Candidat et parti politique | Candidat et parti politique | Candidat et parti politique | Premier tour | Premier tour | Second tour | Second tour |
| Candidat et parti politique | Candidat et parti politique | Candidat et parti politique | Voix         | %            | Voix        | %           |
| --------------------------- | --------------------------- | --------------------------- | ------------ | ------------ | ----------- | ----------- |
|                             | Henri Torre                 | UDF                         | 522          | 56,92        |             |             |
|                             | Bernard Hugo                | RPR                         | 396          | 43,18        | 526         | 59,84       |
|                             | Michel Teston               | PS                          | 264          | 28,79        | 353         | 40,16       |
|                             | Henri Bouvier               | PS                          | 227          | 24,75        |             |             |
|                             | Amédée Imbert               | UDF                         | 224          | 24,43        |             |             |
|                             | Serge Plana                 | PCF                         | 64           | 6,98         |             |             |
|                             | Alain Risson                | PCF                         | 61           | 6,65         |             |             |
|                             |                             |                             |              |              |             |             |
| Inscrits                    | Inscrits                    | Inscrits                    | 929          | 100,00       | 929         | 100,00      |
| Abstentions                 | Abstentions                 | Abstentions                 | 4            | 0,43         | 4           | 0,43        |
| Votants                     | Votants                     | Votants                     | 925          | 99,57        | 925         | 99,57       |
| Blancs et nuls              | Blancs et nuls              | Blancs et nuls              | 8            | 0,86         | 46          | 4,97        |
| Exprimés                    | Exprimés                    | Exprimés                    | 917          | 99,14        | 879         | 95,03       |